# Black Ball Line

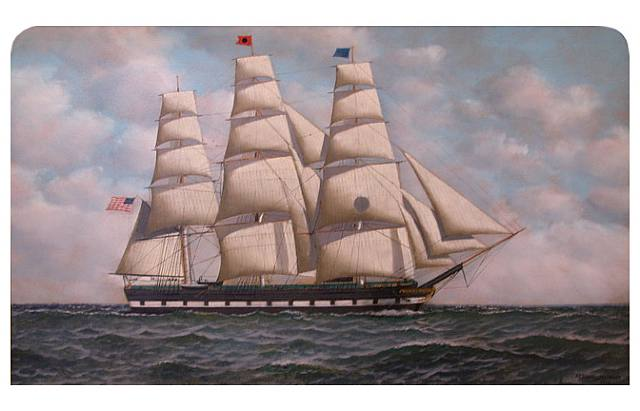
Bateau de la Black Ball Line de New York

Black Ball Line est le nom de deux compagnies maritimes ayant opéré au XIXe siècle.
La première, fondée en 1818, a été le premier armement à établir des relations transatlantiques régulières.
La seconde, fondée en 1852, a principalement transporté des émigrants vers l'Australie.

## Black Ball Line de New York  (trans-Atlantic packet)
La Black Ball Line était une ligne pour passagers et marchandises fondée par un groupe de marchands Quaker de New York dirigé par Jeremiah Thompson et comprenant Isaac Wright & Son (William), Francis Thompson et Benjamin Marshall. Tous étaient des Quakers sauf Marshall. L'armement possédait initialement quatre paquebots à voile, l'Amity, le Courier, le Pacific et le James Monroe.
Les propriétaires de la Black Ball Line s'étaient engagés à faire trois voyages par an à date fixe entre Liverpool et New York, ce qui était une grande nouveauté à l'époque[source insuffisante] car jusqu'alors les voiliers arrivaient au port quand ils le pouvaient en fonction du vent, et en repartaient une fois chargés, visitant fréquemment d'autres ports pour compléter leur cargaison.
La Black Ball Line s'est engagée à quitter New York un jour fixe du mois, indépendamment du fret ou des passagers. Le service prit plusieurs années pour s'établir et ce n'est qu'en 1822 que la ligne augmenta les départs à deux par mois
Le premier départ eut lieu le 5 janvier 1818 à quatre heures précises ; le premier bateau appareilla à destination de Liverpool dans des tourbillons de neige sous les applaudissements de la foule.
Le nom de la compagnie vient de son drapeau, une balle noire sur fond rouge.

Drapeau de la Black Ball Line.
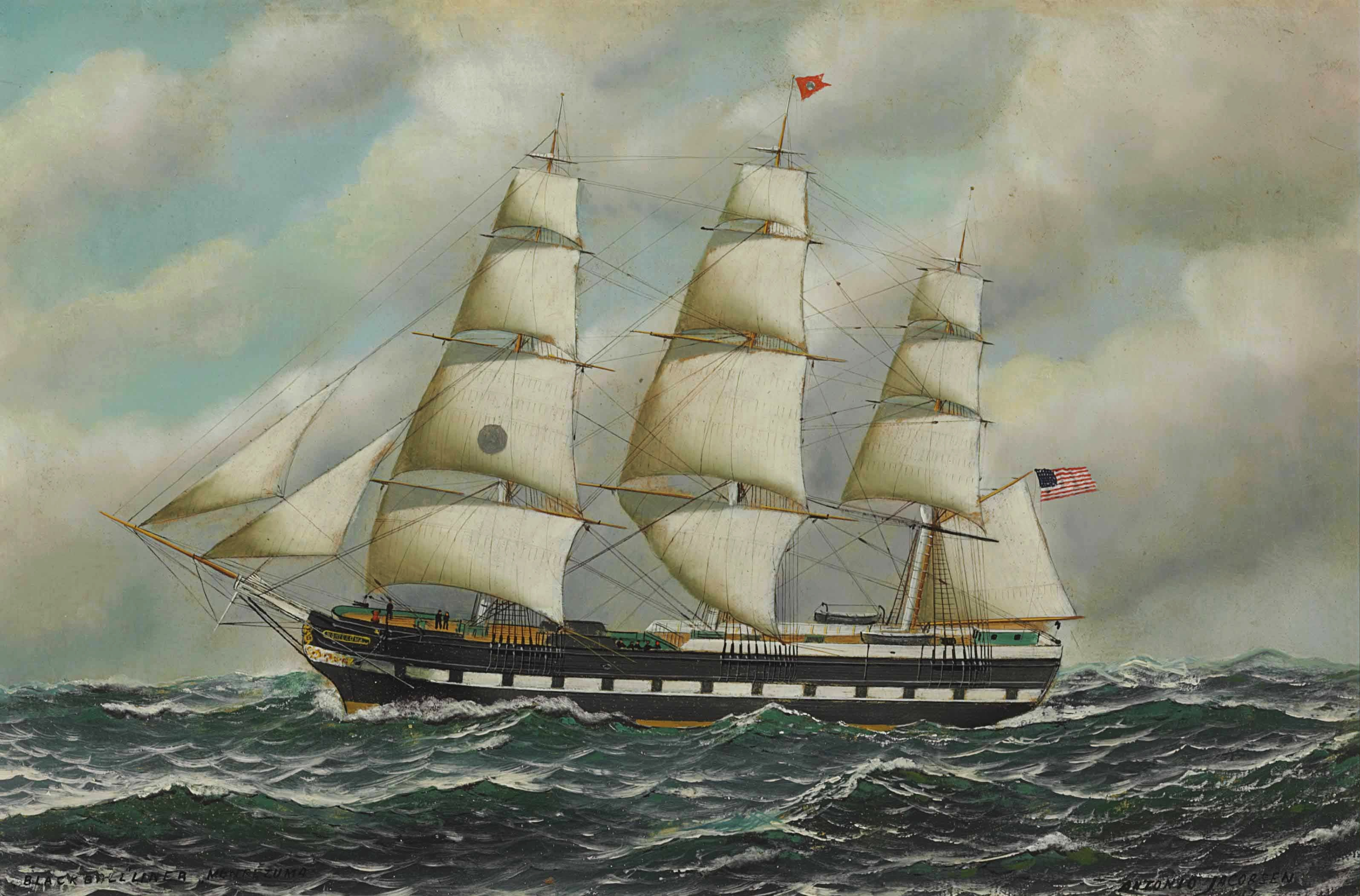
Le Montezuma

## Black Ball Line de Liverpool (James Baines & Co)
En 1852 James Baines (en) et Thomas MacKay fondèrent à Liverpool une compagnie pour assurer une ligne régulière vers l'Australie. Malgré les protestations de la compagnie de New York ils lui donnèrent le nom de Black Ball Line ainsi que le même drapeau avec une boule noire sur fond rouge. La compagnie obtint aussi l'acheminement du courrier par concession du gouvernement britannique. Elle commença ce service avec le clipper Marco Polo. Puis James Baines fit construire par Donald McKay (en) à Boston plusieurs clippers qui se rendirent célèbres : Champion of the seas (en), James Baines (en) , Donald Mc Kay et Lightning (en).
La Black Ball Line transporta aussi des troupes pour le compte du gouvernement anglais lors de la guerre de Crimée et des révoltes en Inde.
En 1860, l'État australien du Queensland après sa séparation de la Nouvelle-Galles du Sud souhaita développer son pays par l'immigration depuis la Grande-Bretagne. Le gouvernement de ce nouvel état passa un accord avec la Black Ball Line pour le transport des immigrants. Le prix du voyage était pris en charge par le gouvernement sous certaines conditions. Pour répondre à cet accord la Black Ball Line alors en pleine apogée acheta en 1863 plusieurs clippers américains dont l'Ocean Telegraph, le Wizard et le Morning Light qu'ils rebaptisèrent respectivement Ocean Telegraph/Light Brigade, Queen of the Colonies et Queen of the South. Ces clippers avaient été construits pour la ruée vers l'or de la Californie, mais la fin de cette ruée et le début de la Guerre de Sécession avaient obligé les armateurs américains à les vendre à vil prix.
La compagnie de James Baines devint filiale de la Barned's Bank qui finançait l’achat des navires. En 1866, une crise financière entraîna la faillite des banques. La Barned's Bank déposa son bilan et entraîna avec elle la Black Ball Line. Celle-ci fut obligée de vendre ses bateaux et de les affréter pour continuer à travailler. En 1871 la Black Ball Line de James Baines était liquidée.

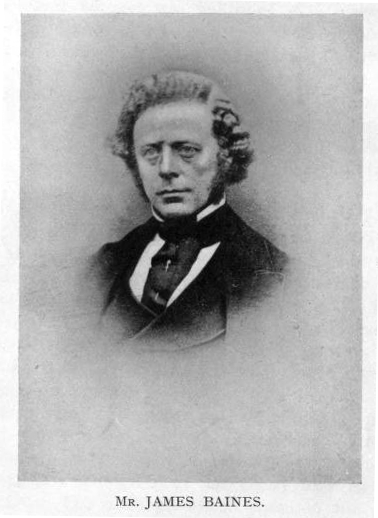
Portait de James Baines, le fondateur de la Black Ball Line de Liverpool
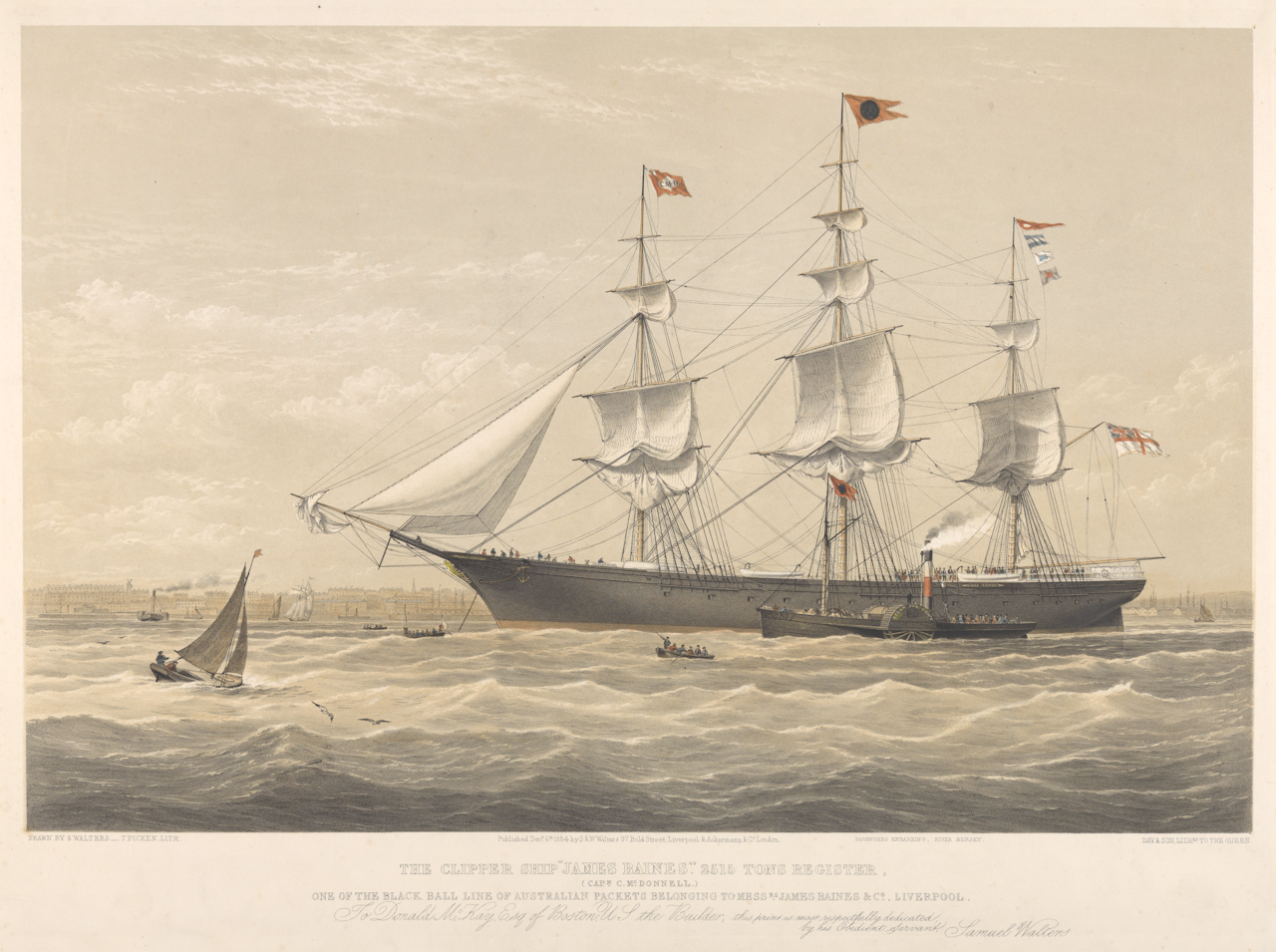
Le clipper James Baines de la compagnie Black Ball Line de James Baines &Co
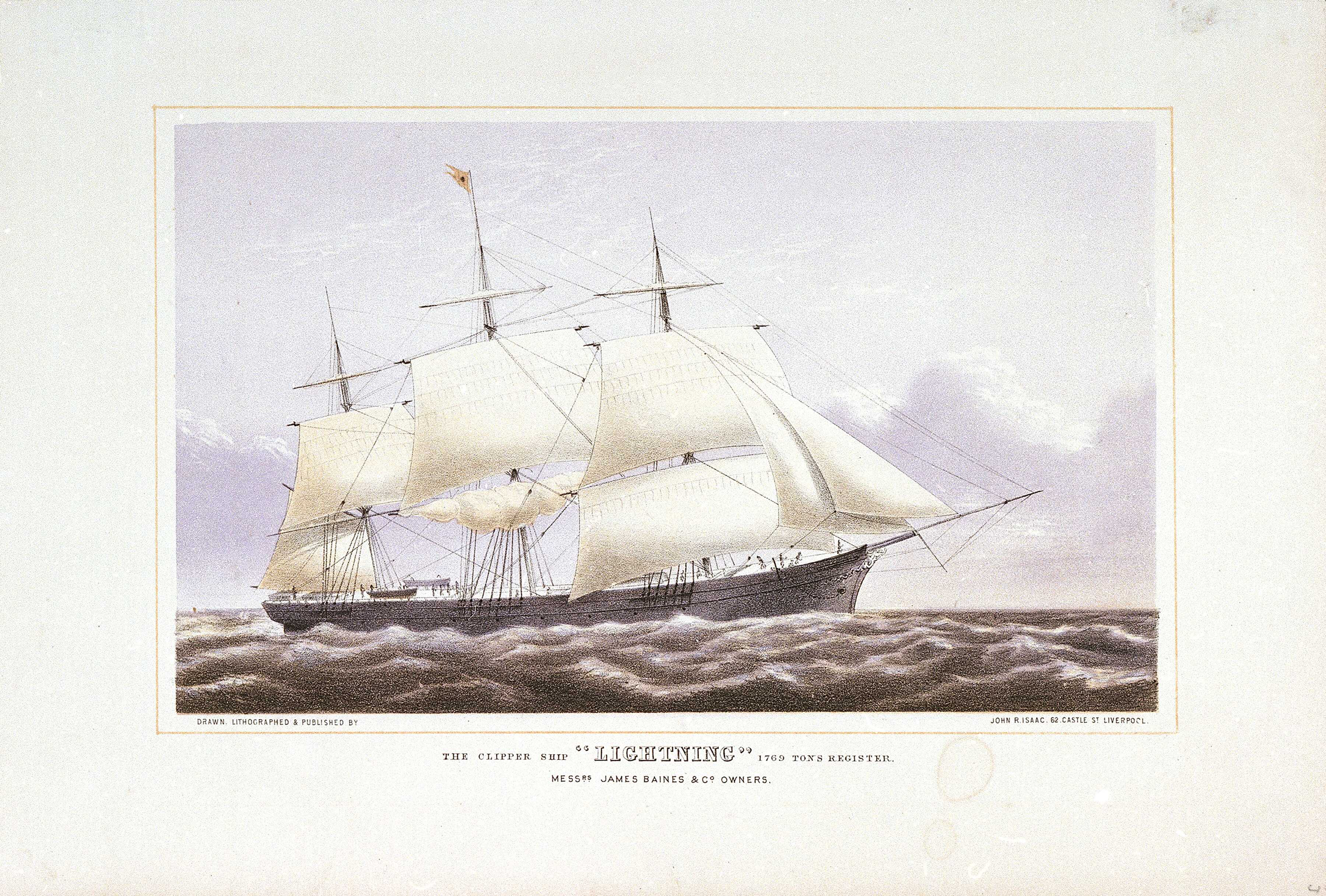
Le clipper Lightning de la Black Ball Line de James Baines & Co
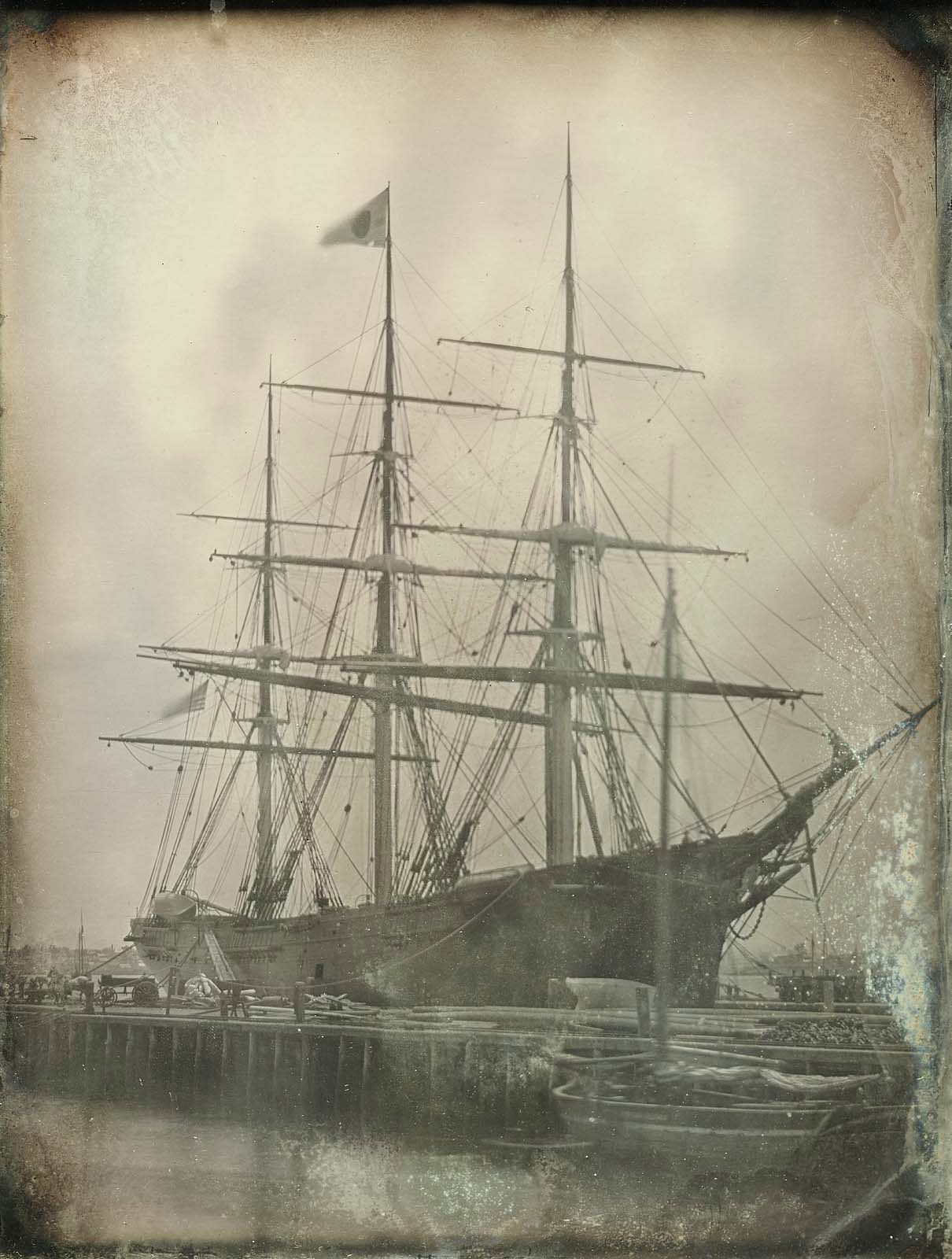
Champion of the seas à Boston vers 1854
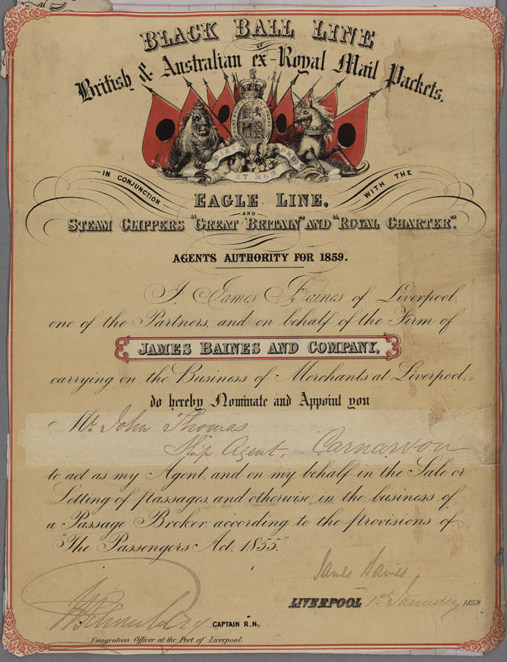
Acte de nomination d'un agent de la Black Ball Line de Liverpool
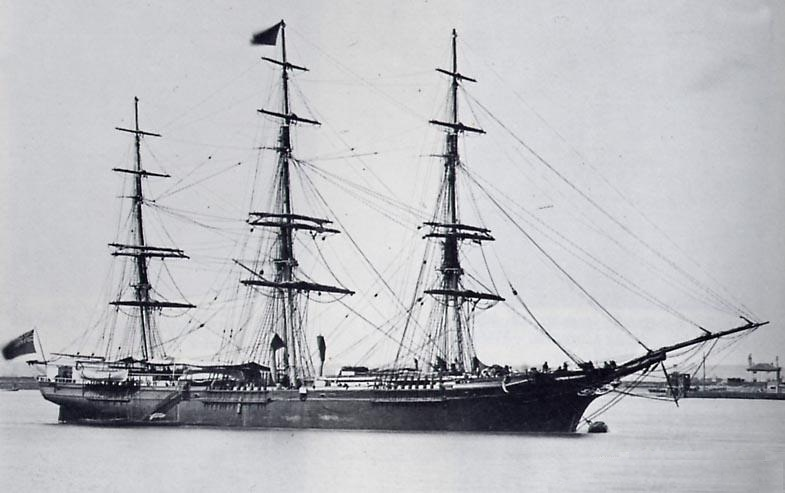
Le clipper Light Brigade ex Ocean Telegraph au mouillage à Gravesend vers 1870. Cet ancien clipper américain avait été acheté en 1863 par la Black Ball Line de Liverpool

## Vie de l'équipage et chants de marins
Dans ses mémoires, le commandant Armand Hayet, ancien capitaine au long cours et mémorialiste des derniers grands voiliers, qui a notamment recueilli les chansons de bord des matelots français relate que le terme de Black Baller était universellement utilisé pour désigner un matelot compétent mais forte tête et indiscipliné. On ne sait pas cependant aux marins de quelle compagnie se réfère cette réputation. Selon le capitaine Henry Picard lui aussi ancien cap-hornier il s'agirait de la compagnie de Liverpool.
Hayet explique que les matelots de la Black Ball étaient certes convenablement payés mais traités à la « marche ou crève » car les armateurs et les capitaines de la Black Ball Line souhaitaient les passages les plus rapides possibles, quitte à tenir la toile par tous les temps, et donc à exiger de fréquentes et épuisantes manœuvres de prise, puis de largage des ris, de jour comme de nuit, pour ajuster au maximum la voilure au vent régnant, et à ce jeu les casses étaient fréquentes, et les accidents humains aussi.
La Black Ball Line et ses méthodes musclées de gestion du personnel ont laissé une trace dans les Shanties (les chansons de bord anglaises), notamment « The Black Ball Line » et « Blow the man down. »